# 愛知県道273号上野間布土線
愛知県道273号上野間布土線（あいちけんどう273ごう かみのまふっとせん）は、愛知県知多郡美浜町大字上野間と美浜町大字布土を結ぶ愛知県の一般県道である。

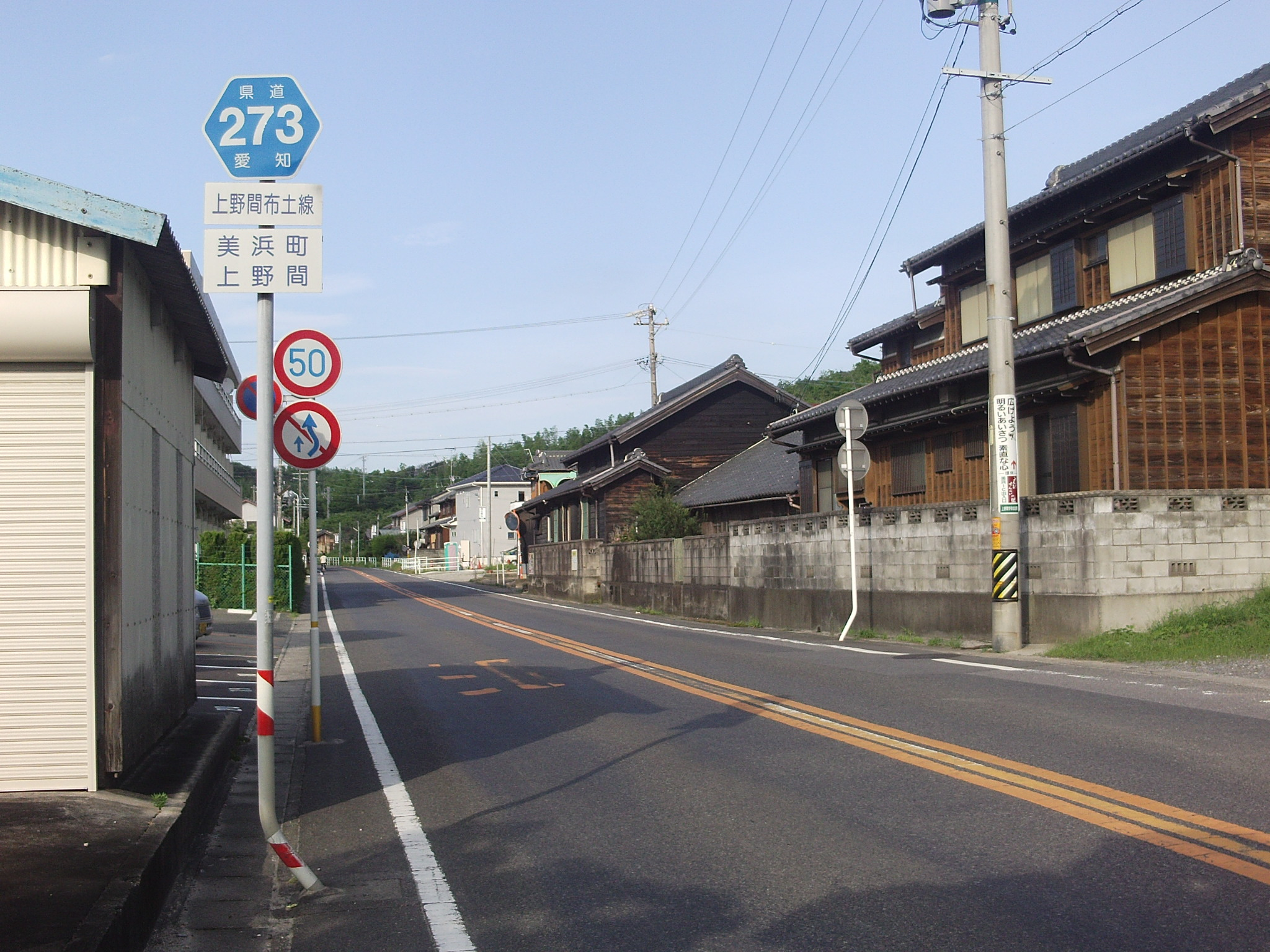
美浜町大字上野間にて

## 概要
美浜町北部の、西側と東側を短絡している。美浜町大字布土地内で一部、道路幅が狭隘な箇所がある。

### 路線データ
- 起点：愛知県知多郡美浜町大字上野間（国道247号「上野間」交差点）
- 終点：愛知県知多郡美浜町大字布土（国道247号「布土」交差点）

## 沿革
- 1959年12月15日：認定

## 通過する自治体
- 愛知県
  - 知多郡美浜町

## 途中交差する道路
- 愛知県道274号小鈴谷河和線（上野間交差点・美浜町上野間蛭谷間で重複）